# Камой-Мару
Камой-Мару — транспортне судно, яке під час Другої світової війни взяло участь у операціях японських збройних сил на Маршаллових та Соломонових островах.

## Передвоєнна історія
Камой-Мару спорудили в 1937 році на верфі Mitsui Bussan у Тамі на замовлення компанії Kyoritsu Kisen.
Після початку Другої японо-китайської війни Камой-Мару реквізували для потреб Імперської армії Японії, а наприкінці 1940-го повернули власнику.
3 вересня 1941-го судно реквізували вже для потреб Імперського флоту Японії, де воно мало забезпечувати бункерування вугіллям.
На початку грудня 1941-го Камой-Мару відвідало атоли Джалуїт та Малоелап на Маршаллових островах, а 11 грудня прибуло до Йокосуки.

## Рейси воєнного часу
Протягом січня — жовтня 1942-го Камой-Мару відвідало численні японські порти (Токіо, Йокосука, Осака, Моджі, Муроран, Ніїгата), двічі побувало на Палау (важливий транспортний хаб на заході Каролінських островів), зайшло на Фаїс (так само західні Каролінські острови поблизу атола Уліті) та Сайпан (Маріанські острови), тричі відвідало Маршаллові острови (атоли Уторокку, Кваджелейн, Вотьє, Малоелап, Джалуїт), зробило рейс до Тарави (острова Гілберта).

## Операції на Соломонових островах
15 жовтня 1942-го Камой-Мару вийшло з Токіо і 28 жовтня досягнуло Рабаулу — головної передової бази в архіпелазі Бісмарка, з якої провадились операції на Соломонових островах та сході Нової Гвінеї.
19—21 листопада судно перейшло на якірну стоянку Шортленд — прикриту островами Шортленд акваторію біля південного узбережжя острова Бугенвіль, де під природним захистом відстоювались кораблі та перевалювались вантажі перед подальшим прямуванням до Гуадалканалу. 3 листопада — 2 грудня Камой-Мару здійснило зворотний перехід до Рабаулу.
Завантажившись вугіллям, 9 грудня судно знову вийшло з Рабаулу та попрямувало на Соломонові острови у складі конвою, що включав ще два судна та йшов під охороною есмінця. Ввечері 10 грудня за три з половиною десятки кілометрів на схід від острова Бука (прилягає до північної частини значно більшого Бугенвілю) підводний човен "Воху" випустив по конвою чотири торпеди, три з яких влучили в Камой-Мару. Судно затонуло, при цьому загинуло 2 члени екіпажу.